# Chilpanapa
Chilpanapa är en ort i Mexiko.   Den ligger i kommunen Amatlán de los Reyes och delstaten Veracruz, i den sydöstra delen av landet, 240 km öster om huvudstaden Mexico City. Chilpanapa ligger 726 meter över havet och antalet invånare är 154.
Terrängen runt Chilpanapa är huvudsakligen kuperad, men den allra närmaste omgivningen är platt. Runt Chilpanapa är det ganska tätbefolkat, med 116 invånare per kvadratkilometer. Närmaste större samhälle är Córdoba, 7,3 km norr om Chilpanapa. I omgivningarna runt Chilpanapa växer huvudsakligen savannskog.